# Nadschd

Nadschd mit zugehörigen Provinzen

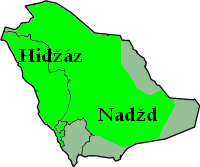
Ursprüngliches Königreich Nedschd, sowie Hedschas westlich davon

Flagge des Nadschd von 1921, Vorlage der heutigen Flagge Saudi-Arabiens

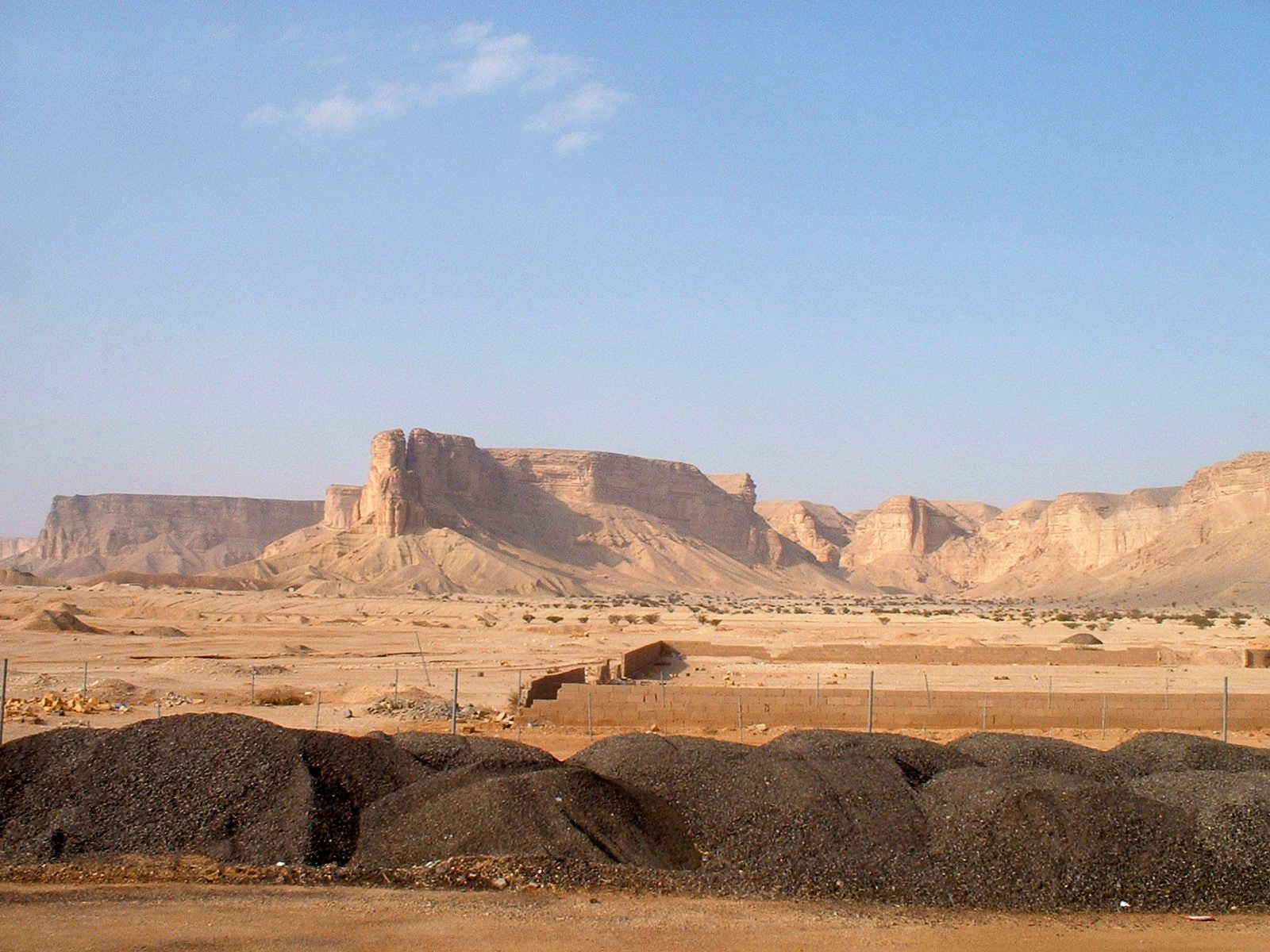
Steilabbruch von Tuwaiq (nahe Riad)

Der Nadschd, auch Nedschd (arabisch نجد, DMG naǧd ‚Hochland‘; englisch Nejd oder Najd), ist eine Landschaft im Inneren der arabischen Halbinsel im heutigen Saudi-Arabien.

## Geografie
Die Landschaft umfasst 1,1 Millionen km² und liegt in Zentralarabien im Zentrum der Arabischen Halbinsel. Die Flächensumme der drei Provinzen beläuft sich nur auf gut die Hälfte (566.173 km²). Sie wird im Westen vom Hedschas, im Norden von der Wüste Nefud, im Osten von al-Hasa und im Süden von der Wüste Rub al-Chali begrenzt. Wegen des Wüstenklimas ist das Land nur in den vorhandenen Oasen bewohnbar. Insgesamt leben sieben Millionen Menschen in dieser Region.
Im südlichen Nadschd liegt Riad, die Hauptstadt Saudi-Arabiens. Die saudischen Provinzen Ha'il, al-Qasim und Riad liegen komplett im Nadschd, die meisten anderen Provinzen teilweise.

## Geschichte
Der Nadschd war im Gegensatz zu den umliegenden Gebieten nicht Teil des Osmanischen Reiches oder anderer Kolonialmächte.
Der Nadschd war seit dem 18. Jahrhundert Ausgangspunkt für die Bewegung der Wahhabiten und den Aufstieg der Dynastie der Saud, aber vor allem mit den Schammar umkämpft.
1921 gründete Abd al-Aziz ibn Saud das Sultanat Nadschd, das allerdings nicht die gesamte Region umfasste. Nach der Eroberung des Königreichs Hedschas 1924 ließ er sich 1926 zum König von „Hedschas und Nadschd und seinen Nebenländern“ ausrufen. 1932 wurde das „Königreich des Hedschas und Nadschd“ in „Arabisch-Saudisches Königreich“ (Saudi-Arabien) umbenannt.